# Henrik Horn (Feldmarschall)
Henrik Henriksson Horn af Marienborg (dt: Heinrich Horn von Marienburg) (* 22. Mai 1618 in Stockholm; † 22. Februar 1693 in Stade) war ein schwedischer Feldmarschall, Admiral und Generalgouverneur der Herzogtümer Bremen und Verden.

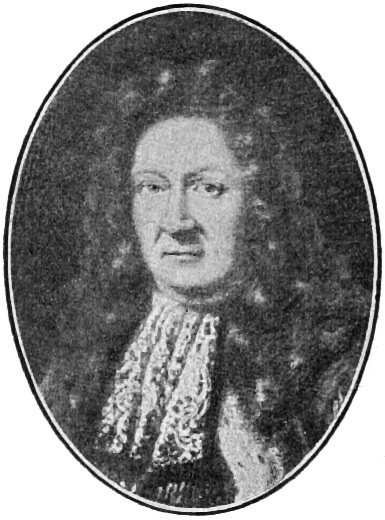
Henrik Horn

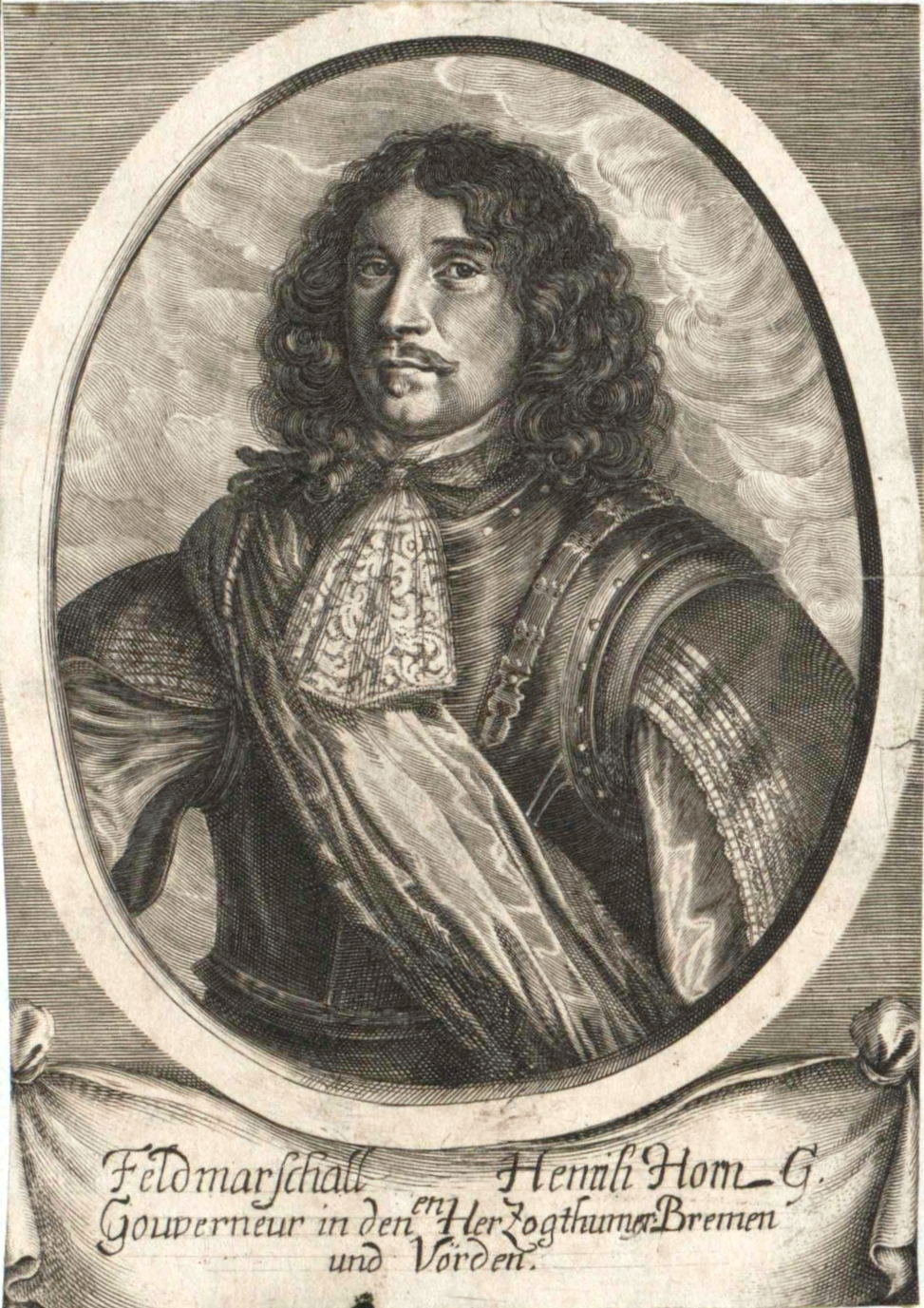
Henrik Horn als Generalgouverneur von Bremen-Verden

## Leben
Henrik Horn war Sohn des schwedischen Diplomaten Henrik Horn und dessen Frau Anna Jönsdotter Sneckenborg. Er heiratete viermal und hatte zwei Söhne und fünf Töchter.
Horn schlug eine militärische Laufbahn ein, wurde 1634 Leutnant, 1643 Oberst und 1654 General der Kavallerie. Unter König Karl X. Gustav war er am Krieg gegen Polen und der gewonnenen Schlacht von Warschau 1656 beteiligt. 1657 führte er die Streitkräfte in Finnland.
1665 wurde Horn Feldmarschall, 1666 Generalgouverneur von Bremen-Verden, 1677 auch Mitglied des schwedischen Reichsrats. Als Generalgouverneur befehligte er 1675/76 die schwedischen Truppen gegen die alliierten deutschen Armeen im Bremen-Verdener Feldzug, musste aber letztlich kapitulieren.
Obwohl er keine Erfahrung im Seekrieg besaß, wurde Horn 1677 zum Admiral ernannt und der Oberbefehl über die schwedischen Seestreitkräfte übergeben. In der Seeschlacht in der Køgebucht erlitt er eine schwere Niederlage gegen Dänemark.
Anschließend gelang ihm die Wiedereroberung des vom dänischen Norwegen besetzten Jämtlandes. 1678 wurde er Oberbefehlshaber der schwedischen Landstreitkräfte in Livland, hatte mit nur 8000 Soldaten aber keine Erfolge (Jagd über das Kurische Haff). Nach dem Friedensschluss wurde er 1680 wieder Gouverneur in Stade, wo er schließlich starb.